# Partit Ecologista de Moldàvia "Aliança Verda"
El Partit Ecologista de Moldàvia "Aliança Verda" (romanès Partidul Ecologist din Moldova "Alianţa Verde", PEMAVE) és un partit polític de la República de Moldàvia d'inspiració ecologista, fundat el 9 d'abril de 1992 per activistes que havien lluitat per denunciar la degradació mediambiental a la República Socialista Soviètica de Moldàvia. Tot i ser un dels partits polítics més antics del país, mai no ha obtingut representació parlamentària. És partidari de l'adhesió de Moldàvia a la Unió Europea i al bloc occidental.
A les eleccions legislatives moldaves de 1994 només va obtenir 7.000 vots i el 0,4% dels vots. A les eleccions legislatives moldaves de 1998 va donar suport la coalició de la Convenció Democràtica de Moldàvia, que va obtenir el 19,4% dels vots i 26 escons. No es va presentar a les eleccions de 2001, 2005 i abril de 2009. A les eleccions legislatives moldaves de juliol de 2009 es presentà en solitari i va obtenir el 0,4% dels vots.